# Velika ženska loža Turske
Velika ženska masonska loža  (turs. Kadin Mason Büyük Locası), skraćeno KMBL, poznata i kao Velika ženska loža Turske, ženska je slobodnozidarska velika loža u Turskoj. Osnovana je 1991. godine. Članica je CLIMAF-a i CLIPSAS-a.

## Ustroj

### Lože
Pod okriljem ove velike lože djeluje preko 20 loža koje se nalaze u Istanbulu, Ankari, İzmiru, Bursi, Antalyji i Adani.

### Uprava
Velikom ženskom ložom Turske upravlja velika majstorica koja se bira na trogodišnje razdoblje.

### Međunarodna suradnja
Velika ženska loža Turske je članica nekoliko međunarodnih saveza:
- CLIPSAS (od 1993.)
- CLIMAF (od 2007.)
- Alijansa masona Europe

### Obredi
Primarni obred Velike ženske lože Turske je Drevni i prihvaćeni škotski obred. Velika loža upravlja simboličkim stupnjevima plave lože (učenik, pomoćnik i majstor) i delegira upravljanje visokim stupnjevima na dodatna tijela i redove.